# Killer calibro 32
Killer calibro 32 è un film western del 1967 diretto da Alfonso Brescia (con lo pseudonimo di Al Bradley).

## Trama
Silver è un killer abile e astuto. I dirigenti di una banca decidono di affidargli l'incarico di eliminare una banda di sette uomini mascherati, che ha più volte svaligiato la diligenza che trasporta i valori alla banca di Carson City. Silver, uno ad uno, uccide i sette membri della banda.